# سیارک ۲۰۵۸۲
سیارک ۲۰۵۸۲ (به انگلیسی: 20582 Reichenbach، نامگذاری:1999RP154) بیست هزار و پانصد و هشتاد و دومین سیارک کشف شده‌است که در ۹ سپتامبر ۱۹۹۹ کشف شد.
قدر مطلق سیارک برابر ۱۴.۸ است.